# Avril Haines

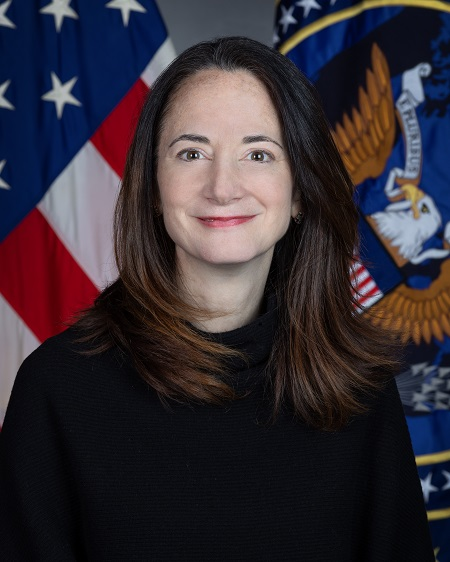
Avril Haines (2021)

Avril Danica Haines (* 29. August 1969 in New York City) ist eine US-amerikanische Juristin und hochrangige Regierungsbeamtin. Sie war während der Amtszeit von US-Präsident Joe Biden von Januar 2021 bis Januar 2025 Director of National Intelligence. Sie war damit die erste Frau in diesem Amt. Zuvor hatte Haines unter US-Präsident Barack Obama mehrere Positionen bekleidet; sie war von August 2013 bis Januar 2015 stellvertretende Direktorin der Central Intelligence Agency (CIA) und damit ebenfalls die erste Frau in diesem Amt. Von 2010 bis 2013 war sie juristische Beraterin von Obama. Von Januar 2015 bis zum Amtszeitende von Obama war Haines stellvertretende Nationale Sicherheitsberaterin (Deputy National Security Advisor to the President) im Weißen Haus gewesen.

## Leben

### Herkunft und Ausbildung
Haines wuchs in der Upper West Side von Manhattan, New York City, auf. Ihre Mutter, Adrian (geb. Rappin), war Wissenschaftlerin und Malerin und verstarb kurz vor Haines’ sechzehntem Geburtstag. Ihr Vater, Thomas Haines, ist ein Biochemiker und war Professor an der Rockefeller University sowie Mitbegründer der City University of New York.
Sie besuchte die Hunter College High School und hat einen Bachelor-Abschluss der University of Chicago in Physik (1992). Während ihres Studiums an der University of Chicago arbeitete Haines in einer Autowerkstatt und reparierte Motoren. 1991 nahm sie Flugstunden und lernte dabei David Davighi kennen. Die beiden heirateten 2003. Sie besuchte ab 1992 die Johns Hopkins University in Baltimore, um zu promovieren, brach aber ab, um sich der Fliegerei zu widmen. 1998 begann sie ihr Studium in Rechtswissenschaften an der Law School der Georgetown University und schloss 2001 mit dem Doctor of Law ab.

### Rechtsberaterin
Von 2001 bis 2002 war sie bei der Haager Konferenz für Internationales Privatrecht (HCCH) als juristische Beraterin und im Anschluss bis 2003 beim United States Court of Appeals for the Sixth Circuit tätig.
Von 2003 bis 2006 arbeitete sie im Office of the Legal Adviser of the Department of State (Rechtliche Beraterin des Außenministeriums), wo sie eng mit Joe Biden und John Kerry arbeitete. Von 2010 bis 2013 war sie juristische Beraterin im Office of the White House Counsel als Deputy Assistant to the President (Stellvertretende Assistentin des Präsidenten) und Deputy Counsel to the President for National Security Affairs (Stellvertretende juristische Beraterin des Präsidenten für Angelegenheiten der Nationalen Sicherheit), wo sie eng mit John Brennan arbeitete und unter anderem dabei half, die von Präsident Obama im Mai 2013 verkündeten neuen Regeln für den Kampfdrohneneinsatz im „globalen War on Terror“ auszuarbeiten. Der vielfach kritisierte Einsatz von Kampfdrohnen unter der Federführung der CIA lief seit 2004 und wurde unter der Obama-Administration intensiviert.

### Central Intelligence Agency (CIA)
Am 18. April 2013 nominierte Präsident Obama Haines als Legal Adviser to the Department of State, um mit ihr die durch den Weggang von Harold Hongju Koh an die Yale Law School freigewordene Stelle zu besetzen. Am 13. Juni zog er ihre Nominierung zurück und ernannte sie stattdessen zur neuen Stellvertretenden Direktorin der Central Intelligence Agency. Beobachter nannten diese Entscheidung Obamas eine „Überraschung“, da Haines im Vorfeld nie innerhalb der CIA tätig war. Sie hat zwar keine direkte Geheimdiensterfahrung, kennt sich aber sehr gut mit den geheimen Programmen der US-Regierung aus. Ihr Vorgänger, Michael Morell, verließ nach 33 Jahren die CIA, um mehr Zeit für seine Familie zu haben. Haines trat seine Nachfolge am 9. August 2013 an.
Mit ihrer Ernennung zum Deputy National Security Advisor durch Präsident Obama am 18. Dezember 2014 gab sie dieses Amt zum 9. Januar 2015 an ihren Nachfolger David S. Cohen ab.

### Stellvertretende Nationale Sicherheitsberaterin
Am 11. Januar 2015 ernannte Präsident Obama Haines zur stellvertretenden Nationalen Sicherheitsberaterin (Deputy National Security Advisor to the President), sie löste damit Antony Blinken in dieser Funktion ab.

### Geheimdienstkoordinatorin

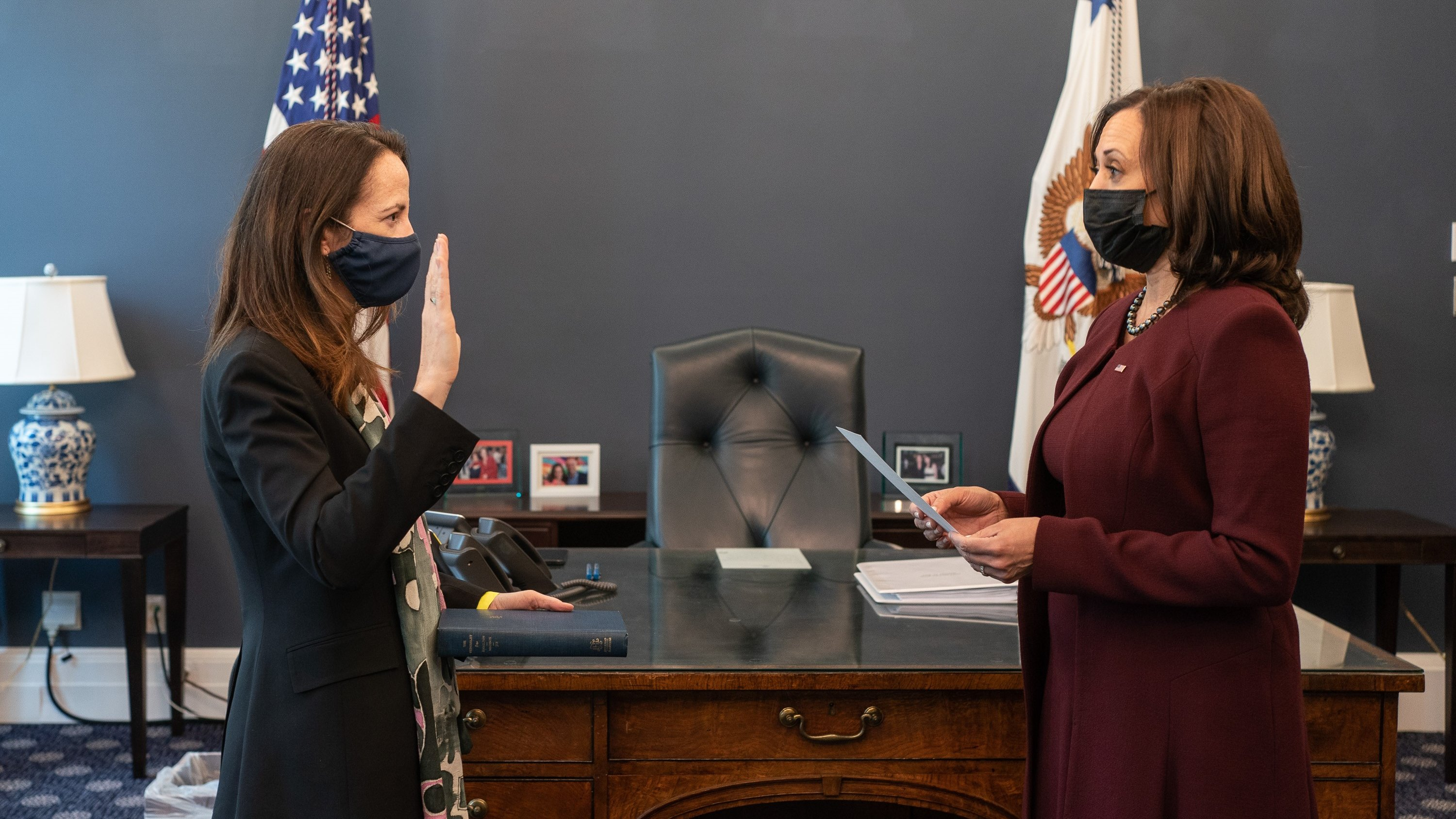
US-Vizepräsidentin Kamala Harris (rechts) nimmt Avril Haines ihren Amtseid als Director of National Intelligence ab

Im November 2020 nominierte der gewählte US-Präsident Joe Biden sie als Director of National Intelligence für seine Regierung. Sie war damit als Geheimdienstkoordinatorin für die Zusammenarbeit der einzelnen Geheimdienste verantwortlich und leitete die United States Intelligence Community. Haines war, neben ihrer für einen Tag kommissarisch amtierenden Vorgängerin Lora Shiao, die erste Frau, die diesen Posten bekleidet hat. Sie wurde am 20. Januar 2021, dem Tag der Amtseinführung von Joe Biden, vom US-Senat bestätigt und legte am folgenden Tag ihren Amtseid vor Kamala Harris ab. Sie war damit das erste Mitglied der Biden-Regierung, welches sein Amt antrat.